# This Could Be the Night (Ray Anthony)
This Could Be the Night è la colonna sonora dell'omonimo film (il titolo italiano è Questa notte o mai) a nome di Ray Anthony and His Orchestra, pubblicato dalla MGM Records nel 1957.

## Tracce
Lato A
1. This Could Be the Night – 2:19 (Nicholas Brodszky, Sammy Cahn)
2. Trumpet Boogie – 1:59 (Ray Anthony, George Williams)
3. I Got It Bad and That Ain't Good – 1:33 (Paul Francis Webster, Duke Ellington)
4. Mambo Cambo – 2:13 (Pete Rugolo)
5. Hustlin' Newsgal – 2:21 (George Stoll)
6. Blue Moon – 2:05 (Richard Rodgers, Lorenz Hart)
7. Dream Dancing – 2:24 (Ray Anthony, Donald J. Simpson)
8. I'm Gonna Live Till I Die – 1:35 (Marvin Curtis, Walter Kent, Al Hoffman)
9. The Tender Trap – 1:33 (James Van Heusen, Sammy Cahn)

Durata totale: 18:02
Lato B
1. When the Saints Go Marching in March – 1:42 (Tradizionale, arrangiamento di Ray Anthony)
2. Just You, Just Me – 1:25 (Jesse Greer, Raymond Klages)
3. Sadie Green (The Vamp of New Orleans) – 1:27 (Gilbert Wells, Johnny Dunn)
4. Club Tonic Blues – 2:18 (Marvin Wright, Jack Baker, Jackie Mills)
5. Taking a Chance on Love – 1:05 (John La Touche, Ted Fetter, Vernon Duke)
6. I've Got You Under My Skin – 2:34 (Cole Porter)
7. This Could Be the Night – 1:32 (Nicholas Brodszky, Sammy Cahn)
8. Bunny Hop – 1:40 (Leonard Auletti)

Durata totale: 13:43

## Musicisti
- The Ray Anthony Orchestra
- Julie Wilson - voce (brani: This Could Be the Night, I Got It Bad and That Ain't Good, I'm Gonna Live Till I Die, Sadie Green e Taking a Chance on Love)
- Neile Adams - voce (brano: Hustlin' Newsgal)